# Byzantinisches Bad (Thessaloniki)

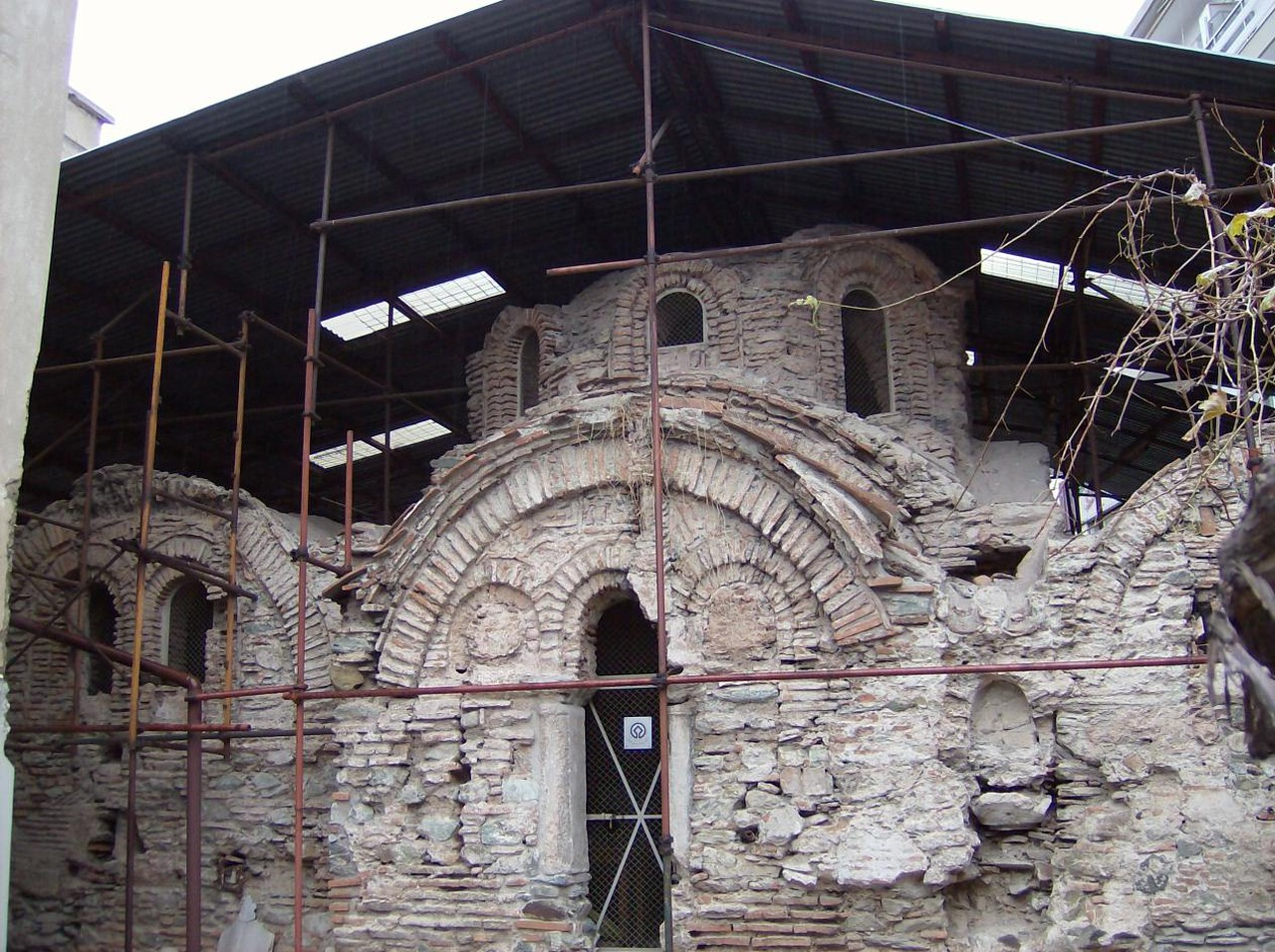
Das Byzantinische Bad heute

Das byzantinische Bad (griechisch Βυζαντινό λουτρό) ist eine Badeanlage in Thessaloniki. Sie liegt in der Theotokopoúlou-Straße im Nordosten der Innenstadt und ist seit 1988 Teil des UNESCO-Welterbes (Frühchristliche und byzantinische Bauten in Thessaloniki).

## Geschichte
Das bis zum Jahr 1940 betriebene, mehrfach umgestaltete Bad stammt wohl vom Ende des 13. oder vom Anfang des 14. Jahrhunderts.

## Anlage
Das Bad bestand ursprünglich aus Frigidarium (Kaltbad), Tepidarium und Caldarium. Die Innenwände des Frigidariums wurden in türkischer Zeit eingerissen. Der Durchgang zwischen den beiden Räumen des Tepidariums und des Caldariums wurde geschlossen, um getrennte Anlagen für Männer und Frauen zu schaffen. Von den quadratischen Sälen des Caldariums ist einer von einer flachen, auf einem achtseitigen Tambour mit acht Fenstern ruhenden Kuppel überdeckt, der andere mit einer niedrigeren Kuppel in Form einer Halbkugel. An die beiden Säle schließt sich nördlich ein beheizbares Wasserbecken an.